# 東日本女子駅伝
東日本女子駅伝（ひがしにほんじょしえきでん）は、例年11月第2日曜日に福島市で開催されていた駅伝大会。本項目は、1984年に開催された当大会の前身にあたる東北・北海道女子駅伝大会についても述べる。

## 大会概要
地元東北地方の6県と、北海道、関東地方、甲信越地方及び静岡県の東日本18都道県代表選抜チームが出場して行われる駅伝大会である。
コースは福島市信夫ヶ丘競技場（誠電社WINDYスタジアム）をスタートし、福島市の市街地を通りフルーツラインで折り返す日本陸上競技連盟公認（自転車計測方式を採用）フルマラソンコース42.195kmを9区間に分けている。4区と8区の3km区間を中学生区間とし、その他7つの区間においても、残り7名中3名以上を高校生相当年齢の選手とすることが義務付けられている。
当大会は1984年に福島テレビが提唱し、東北・北海道地区の女子長距離選手を育成する目的で行われた東北・北海道女子駅伝大会を前身とする。1983年から都道府県対抗女子駅伝が始まったこともあり、その前哨戦の位置づけにしたため前身大会の時代から9区間・42.195kmで開催されている。前身大会は同一道県から2チームの出場が可能だったため7道県から11チームが参加し、福島県Aチームが優勝した。この大会の終了後関東・甲信越地方を含めた東日本規模に拡大する提案があり、主催者の福島テレビはこの提案を受け入れたため、1985年より東日本女子駅伝競走大会として開催された。
第8回大会では静岡県・愛知県・岐阜県が初出場。愛知県、岐阜県は同じ日に福井テレビが関係する中部・関西の女子駅伝（FUKUIスーパーレディス駅伝（2017年をもって大会終了））が行われるようになったこともあり、第8回大会のみの参加であった。また、静岡県は第8回大会に参加以降第24回まで毎回参加していたが、第25回以降参加しない年がある（第25回・第27回・第28回）。
2020年は新型コロナの感染拡大防止の観点から大会史上初の中止となり、2021年に第36回大会として開催された。しかし主催者は大会の役割を達成したこと、ボランティアスタッフ確保や人件費の増加など理由に2024年第39回大会で最終回としている。
なおスターターは第20回大会が室伏広治、第21回大会が丹野麻美、第26回大会が土佐礼子だった。
2011年の第27回大会と2012年の第28回大会は都道県チームとは別に合同チーム「絆チーム」が出場した。2011年は東日本大震災で大きな被害を受けた岩手・宮城・福島の3県で、2012年は参加するすべての都道県からの合同チームで組んだ。
2024年の第39回大会までに、過去最多の都道県チームの優勝は東京の11回。次いで千葉の10回。連覇した都道県チームは神奈川の3連覇（2002年～2004年）2連覇で埼玉、千葉、東京、神奈川のみとなっている。

## 大会運営
- 主催：東北陸上競技協会、福島テレビ
- 主管：福島陸上競技協会
- 後援：日本陸上競技連盟、福島県、福島県スポーツ協会、福島市、福島市教育委員会、福島市スポーツ協会、福島民報社、ラジオ福島、サンケイスポーツ、福島リビング新聞社
- 協賛
  - アスリートビブスパートナー：Sky（2024年）
  - サポーティングパートナー：シチズン時計、ゼビオグループ、ニューバランス ジャパン、トヨタ自動車

### 過去
- 協賛
  - ライオン（初回〜1994年まで）
  - 三和銀行（1995年〜1997年。現：三菱UFJ銀行）
  - NTT（1998年）
  - NTT東日本（1999年〜2001年）
  - NTT DoCoMoグループ（1998年・1999年）
    - NTT系は参入初年と2年目は「NTTグループ」名義。ドコモは当時地域会社制だったことから、東北社・北海道社・中央社及び東海社がグループ名義で参加した。2000年にドコモが撤退し東日本社単独参加に。

  - ケーズデンキ（2002年〜2019年）[10]
  - ヤマダホールディングス（2021年〜2023年、プレミアパートナー名義）[11]
- 協力

東北電力、東京電力
JR東日本（〜2015年）
ミズノ（1985年〜2019年）
デサントジャパン（2021年・2022年）
- 車両協力
  - 三菱自動車（時期不明）
  - SUZUKI（〜1996年）
  - トヨタ自動車・福島県下トヨタディーラー各社[12]（1997年〜2024年）
- 計時協力
  - 服部セイコー（時期不明）

## コース
- 下記コースは「FTVふくしまマラソンコース」と称される。[13]
- 各区間の距離割は翌年初めに京都で行われる全国都道府県対抗女子駅伝と異なる。
- 所属は記録樹立当時のもの
- 先頭が中継所を通過してから10分経過すると繰り上げスタートとなる。

| 区間 | 距離     | 起点                 | 終点                 | 区間記録       | 区間記録                                                                                   | 備考             |
| ---- | -------- | -------------------- | -------------------- | -------------- | ------------------------------------------------------------------------------------------ | ---------------- |
| 1区  | 6.0km    | 信夫ヶ丘競技場       | 福島銀行南支店前     | 18分44秒       | 岡本春美（群馬・ヤマダホールディングス）、36回大会                                         | -                |
| 2区  | 4.0km    | 福島銀行南支店前     | 東北道福島西インター | 12分41秒       | 高山典子（神奈川・相洋高等学校3年）、19回大会                                              | -                |
| 3区  | 3.0km    | 東北道福島西インター | 鈴木石材店前         | 9分40秒        | 鈴木美海（東京・順天高等学校3年）、38回大会                                                | -                |
| 4区  | 3.0km    | 鈴木石材店前         | 中谷地集会所         | 9分16秒        | 矢部瞳（群馬・岩島中学校3年）、21回大会                                                    | 中学生区間指定   |
| 5区  | 5.0875km | 中谷地集会所         | 河野果樹園直売所北   | 16分02秒       | 杉原加代（神奈川・パナソニック）、21回大会                                                 | 途中に折り返し点 |
| 6区  | 4.1075km | 河野果樹園直売所北   | 福島市立吾妻中学校   | 12分51秒       | 今井玲那（長野・長野東高等学校1年）、39回大会                                              | -                |
| 7区  | 4.0km    | 福島市立吾妻中学校   | 横山物産             | 12分37秒       | 大橋由紀子（埼玉・あさひ銀行）、10回大会 五十嵐妙子（宮城・仙台育英高等学校3年）、12回大会 | -                |
| 8区  | 3.0km    | 横山物産             | 東北道福島西インター | 9分08秒        | 林英麻（群馬・富士見中学校2年）、29回大会                                                  | 中学生区間指定   |
| 9区  | 10.0km   | 東北道福島西インター | 信夫ヶ丘競技場       | 30分52秒       | 新谷仁美（東京・NIKE TOKYO TC）、34回大会                                                  | -                |
| 合計 | 42.195km | 信夫ヶ丘競技場       | 信夫ヶ丘競技場       | 2時間 16分16秒 | 神奈川、28回大会                                                                           | -                |

## 歴代優勝チーム
| 太字は大会記録。 |                |            |               |
| \| 回 \| 開催日 \| 優勝(回数) \| タイム \| \| -- \| -------------- \| ---------- \| ------------- \| \| 1 \| 1985年11月24日 \| 東京(初) \| 2時間27分02秒 \| \| 2 \| 1986年11月9日 \| 茨城(初) \| 2時間24分20秒 \| \| 3 \| 1987年11月29日 \| 千葉(初) \| 2時間24分33秒 \| \| 4 \| 1988年11月13日 \| 千葉(2) \| 2時間24分05秒 \| \| 5 \| 1989年11月12日 \| 東京(2) \| 2時間20分03秒 \| \| 6 \| 1990年11月11日 \| 群馬(初) \| 2時間18分45秒 \| \| 7 \| 1991年11月10日 \| 千葉(3) \| 2時間20分01秒 \| \| 8 \| 1992年11月8日 \| 東京(3) \| 2時間20分39秒 \| \| 9 \| 1993年11月14日 \| 宮城(初) \| 2時間22分06秒 \| \| 10 \| 1994年11月13日 \| 東京(4) \| 2時間22分44秒 \| \| 11 \| 1995年11月12日 \| 埼玉(初) \| 2時間19分08秒 \| \| 12 \| 1996年11月10日 \| 埼玉(2) \| 2時間19分47秒 \| \| 13 \| 1997年11月9日 \| 宮城(2) \| 2時間19分42秒 \| \| 14 \| 1998年11月8日 \| 東京(5) \| 2時間21分24秒 \| \| 15 \| 1999年11月14日 \| 千葉(4) \| 2時間19分39秒 \| \| 16 \| 2000年11月12日 \| 東京(6) \| 2時間17分54秒 \| \| 17 \| 2001年11月11日 \| 千葉(5) \| 2時間19分02秒 \| \| 18 \| 2002年11月10日 \| 神奈川(初) \| 2時間21分50秒 \| \| 19 \| 2003年11月9日 \| 神奈川(2) \| 2時間19分29秒 \| \| 20 \| 2004年11月14日 \| 神奈川(3) \| 2時間18分26秒 \| \| 21 \| 2005年11月13日 \| 埼玉(3) \| 2時間19分26秒 \| \| 22 \| 2006年11月12日 \| 群馬(2) \| 2時間20分37秒 \| \| 23 \| 2007年11月11日 \| 東京(7) \| 2時間18分34秒 \| \| 24 \| 2008年11月9日 \| 東京(8) \| 2時間19分15秒 \| \| 25 \| 2009年11月8日 \| 長野(初) \| 2時間18分36秒 \| \| 26 \| 2010年11月14日 \| 千葉(6) \| 2時間18分02秒 \| \| 27 \| 2011年11月13日 \| 神奈川(4) \| 2時間16分57秒 \| \| 28 \| 2012年11月11日 \| 神奈川(5) \| 2時間16分16秒 \| \| 29 \| 2013年11月10日 \| 千葉(7) \| 2時間19分23秒 \| \| 30 \| 2014年11月9日 \| 群馬(3) \| 2時間16分43秒 \| \| 31 \| 2015年11月8日 \| 千葉(8) \| 2時間17分27秒 \| \| 32 \| 2016年11月13日 \| 長野(2) \| 2時間17分55秒 \| \| 33 \| 2017年11月12日 \| 千葉(9) \| 2時間18分37秒 \| \| 34 \| 2018年11月11日 \| 東京(9) \| 2時間18分45秒 \| \| 35 \| 2019年11月10日 \| 千葉(10) \| 2時間18分56秒 \| \| 36 \| 2021年11月14日 \| 群馬(4) \| 2時間17分10秒 \| \| 37 \| 2022年11月13日 \| 東京(10) \| 2時間17分29秒 \| \| 38 \| 2023年11月12日 \| 東京(11) \| 2時間18分35秒 \| \| 39 \| 2024年11月10日 \| 埼玉(4) \| 2時間19分07秒 \| |                |            |               |
| 回 | 開催日         | 優勝(回数) | タイム        |
| 1 | 1985年11月24日 | 東京(初)   | 2時間27分02秒 |
| 2 | 1986年11月9日  | 茨城(初)   | 2時間24分20秒 |
| 3 | 1987年11月29日 | 千葉(初)   | 2時間24分33秒 |
| 4 | 1988年11月13日 | 千葉(2)    | 2時間24分05秒 |
| 5 | 1989年11月12日 | 東京(2)    | 2時間20分03秒 |
| 6 | 1990年11月11日 | 群馬(初)   | 2時間18分45秒 |
| 7 | 1991年11月10日 | 千葉(3)    | 2時間20分01秒 |
| 8 | 1992年11月8日  | 東京(3)    | 2時間20分39秒 |
| 9 | 1993年11月14日 | 宮城(初)   | 2時間22分06秒 |
| 10 | 1994年11月13日 | 東京(4)    | 2時間22分44秒 |
| 11 | 1995年11月12日 | 埼玉(初)   | 2時間19分08秒 |
| 12 | 1996年11月10日 | 埼玉(2)    | 2時間19分47秒 |
| 13 | 1997年11月9日  | 宮城(2)    | 2時間19分42秒 |
| 14 | 1998年11月8日  | 東京(5)    | 2時間21分24秒 |
| 15 | 1999年11月14日 | 千葉(4)    | 2時間19分39秒 |
| 16 | 2000年11月12日 | 東京(6)    | 2時間17分54秒 |
| 17 | 2001年11月11日 | 千葉(5)    | 2時間19分02秒 |
| 18 | 2002年11月10日 | 神奈川(初) | 2時間21分50秒 |
| 19 | 2003年11月9日  | 神奈川(2)  | 2時間19分29秒 |
| 20 | 2004年11月14日 | 神奈川(3)  | 2時間18分26秒 |
| 21 | 2005年11月13日 | 埼玉(3)    | 2時間19分26秒 |
| 22 | 2006年11月12日 | 群馬(2)    | 2時間20分37秒 |
| 23 | 2007年11月11日 | 東京(7)    | 2時間18分34秒 |
| 24 | 2008年11月9日  | 東京(8)    | 2時間19分15秒 |
| 25 | 2009年11月8日  | 長野(初)   | 2時間18分36秒 |
| 26 | 2010年11月14日 | 千葉(6)    | 2時間18分02秒 |
| 27 | 2011年11月13日 | 神奈川(4)  | 2時間16分57秒 |
| 28 | 2012年11月11日 | 神奈川(5)  | 2時間16分16秒 |
| 29 | 2013年11月10日 | 千葉(7)    | 2時間19分23秒 |
| 30 | 2014年11月9日  | 群馬(3)    | 2時間16分43秒 |
| 31 | 2015年11月8日  | 千葉(8)    | 2時間17分27秒 |
| 32 | 2016年11月13日 | 長野(2)    | 2時間17分55秒 |
| 33 | 2017年11月12日 | 千葉(9)    | 2時間18分37秒 |
| 34 | 2018年11月11日 | 東京(9)    | 2時間18分45秒 |
| 35 | 2019年11月10日 | 千葉(10)   | 2時間18分56秒 |
| 36 | 2021年11月14日 | 群馬(4)    | 2時間17分10秒 |
| 37 | 2022年11月13日 | 東京(10)   | 2時間17分29秒 |
| 38 | 2023年11月12日 | 東京(11)   | 2時間18分35秒 |
| 39 | 2024年11月10日 | 埼玉(4)    | 2時間19分07秒 |

※2020年は中止

## テレビ放送
主催の福島テレビを制作局として、以下のFNS東日本9局と、日本テレビ系列の山梨放送で、当日の正午から生中継。青森県では、1990年以降はTBS系列の青森テレビで時差ネットまたは後日録画ネットで放送している。

### ネット局
| 放送対象地域 | 放送局                    | 系列           | ネット状況 |
| ------------ | ------------------------- | -------------- | ---------- |
| 福島県       | 福島テレビ（FTV）         | フジテレビ系列 | 制作局     |
| 関東広域圏   | フジテレビ（CX）          | フジテレビ系列 | 同時ネット |
| 北海道       | 北海道文化放送（UHB）     | フジテレビ系列 | 同時ネット |
| 岩手県       | 岩手めんこいテレビ（mit） | フジテレビ系列 | 同時ネット |
| 宮城県       | 仙台放送（OX）            | フジテレビ系列 | 同時ネット |
| 秋田県       | 秋田テレビ（AKT）         | フジテレビ系列 | 同時ネット |
| 山形県       | さくらんぼテレビ（SAY）   | フジテレビ系列 | 同時ネット |
| 新潟県       | NST新潟総合テレビ（NST）  | フジテレビ系列 | 同時ネット |
| 長野県       | 長野放送（NBS）           | フジテレビ系列 | 同時ネット |
| 静岡県       | テレビ静岡（SUT）         | フジテレビ系列 | 同時ネット |
| 山梨県       | 山梨放送（YBS）           | 日本テレビ系列 | 同時ネット |
| 青森県       | 青森テレビ（ATV）         | TBS系列        | 遅れネット |

なお、以前まで青森県では青森放送で、岩手県では岩手放送→テレビ岩手、山形県では山形テレビ→テレビユー山形で、中京広域圏でも愛知県・岐阜県チームが出場した第8回大会のみ東海テレビでネットされていた。静岡県はここ近年参加していない年もあるが、テレビ静岡でのネットは継続している。
当日は、『産経テレニュースFNN→FNNスピークWeekend→FNNプライムニュース デイズ→FNN Live News days』でも、大会直前の模様が中継リポートされるが、全国枠での放送であるため、この駅伝とは全く関係ないエリアでも放送される。ただし、技術協力では西日本のFNS系列局も参加する場合がある。移動中継車については、フジテレビと東海テレビから1台ずつ派遣される。
現在は、全区間ハイビジョン制作となっている。2009年までは青森テレビ・山梨放送の地上デジタル放送ではアナログ放送用回線を使用するため4:3の標準画質となっていた。また、1998年 - 2008年の10年間、提供クレジット及びコメントは提供スポンサーの都合から制作局の福島テレビではなく、各ネット局が独自に送出していた。現在は、提供クレジット及びコメントは制作局の福島テレビ出しになった。
2020年は前述のため中止となったことにより、開催予定日だった11月8日正午から福島テレビで「未来へタスキをつなげ!東日本女子駅伝」を放送した。
2022年までの時点で、『香川丸亀国際ハーフマラソン』（岡山放送）・『北海道マラソン』（北海道文化放送）・『延岡西日本マラソン』（テレビ宮崎）の様に、BSフジ・フジテレビONE・TWO・NEXTでの放送は同時生中継・録画ダイジェスト共に行われていない他、『FUKUIスーパーレディス駅伝』（福井テレビ、大会終了済）のような地上波での録画ダイジェスト放送も行われていないため、東海テレビ・富山テレビ以西の地域では無料・有料ともに視聴不可能となっている。

### 中継出演者（2014年）
括弧書きが無い場合はいずれも福島テレビアナウンサー
- 放送センター
  - 解説：増田明美（スポーツジャーナリスト）
  - ゲスト解説：小出義雄（佐倉アスリート倶楽部代表）
  - 実況：藺草英己
- 第1放送車
  - 解説：吉川美香（パナソニック女子陸上競技部アスリートアドバイザー）
  - 実況：鈴木芳彦（フジテレビアナウンサー）
- 第2放送車
  - 解説：弘山晴美（エボーリュ）
  - 実況：廣岡俊光（北海道文化放送アナウンサー）
- バイク
  - 谷岡慎一（フジテレビアナウンサー）
- 信夫ヶ丘競技場
  - 実況：森脇淳（東海テレビアナウンサー）
  - 優勝インタビュー：長澤彩子
  - ニュース内中継：若槻麻美
- 中継所
  - 第1中継所：坂井有生
  - 第2・第8中継所：鈴木敏弘（テレビ静岡アナウンサー）
  - 第3・第7中継所：延増惇
  - 第4中継所：竹島知郁（秋田テレビアナウンサー）
  - 第5中継所：広瀬修一（仙台放送アナウンサー）
  - 第6中継所：放送センターにて実況

### 中継出演者（2015年）
括弧書きが無い場合はいずれも福島テレビアナウンサー
- 放送センター
  - 解説：増田明美（スポーツジャーナリスト）
  - ゲスト解説：小出義雄（佐倉アスリート倶楽部代表）
  - 実況：藺草英己
- 第1放送車
  - 解説：吉川美香（パナソニック女子陸上競技部アスリートアドバイザー）
  - 実況：塩原恒夫（フジテレビアナウンサー）
- 第2放送車
  - 解説：弘山晴美（エボーリュ）
  - 実況：福永一茂（フジテレビアナウンサー）
- バイク
  - 延増惇
- 信夫ヶ丘競技場
  - 実況：金澤聡（仙台放送アナウンサー）
  - 優勝インタビュー：岸野文絵
  - ニュース内中継：名切万里菜
- 中継所
  - 第1中継所：坂井有生
  - 第2・第8中継所：鈴木敏弘（テレビ静岡アナウンサー）
  - 第3・第7中継所：竹島知郁（秋田テレビアナウンサー）
  - 第4中継所：鈴木康一郎
  - 第5中継所：酒主義久（フジテレビアナウンサー）
  - 第6中継所：豊嶋啓亮

### 中継出演者（2016年）
括弧書きが無い場合はいずれも福島テレビアナウンサー
- 放送センター
  - 解説：増田明美（スポーツジャーナリスト）
  - 特別ゲスト：飯塚翔太（リオオリンピック男子4×100mリレー銀メダリスト）
  - 実況：藺草英己
- 第1放送車
  - 解説：吉川美香（パナソニック女子陸上競技部コーチ）
  - 実況：塩原恒夫（フジテレビアナウンサー）
- 第2放送車
  - 解説：弘山晴美（エボーリュ）
  - 実況：坂井有生
- バイク
  - 廣岡俊光（北海道文化放送アナウンサー）
- 信夫ヶ丘競技場
  - 実況：金澤聡（仙台放送アナウンサー）
  - 優勝インタビュー：松永安奈
  - FNNスピーク内中継：寺本緒麻里
- 中継所
  - 第1中継所：鈴木康一郎
  - 第2・第8中継所：鈴木敏弘（テレビ静岡アナウンサー）
  - 第3・第7中継所：豊嶋啓亮
  - 第4中継所：竹島知郁（秋田テレビアナウンサー）
  - 第5中継所：福永一茂（フジテレビアナウンサー）
  - 第6中継所：牧広大（仙台放送アナウンサー）

### 中継出演者（2018年）
括弧書きが無い場合はいずれも福島テレビアナウンサー
- 放送センター
  - 解説：増田明美（スポーツジャーナリスト・ロサンゼルス五輪代表）
  - 特別ゲスト：尾西美咲（積水化学女子陸上部アドバイザー・リオ五輪代表・日本選手権女子5000m4連覇）
  - 実況：坂井有生
- 第1放送車
  - 解説：吉川美香（パナソニック女子陸上競技部コーチ・ロンドン五輪代表）
  - 実況：森昭一郎（フジテレビアナウンサー）
- 第2放送車
  - 解説：弘山晴美（エボーリュ代表・アトランタ・シドニー・アテネ五輪代表）
  - 実況：豊嶋啓亮
- バイク
  - 酒主義久（フジテレビアナウンサー）
- 信夫ヶ丘競技場
  - 実況：金澤聡（仙台放送アナウンサー）
  - 優勝インタビュー：福盛田悠
  - プライムニュース内中継：不明
- 中継所
  - 第1中継所：牧広大（仙台放送アナウンサー）
  - 第2・第8中継所：鈴木敏弘（テレビ静岡アナウンサー）
  - 第3・第7中継所：中村剛大（北海道文化放送アナウンサー）
  - 第4中継所：竹島知郁（秋田テレビアナウンサー）
  - 第5中継所：廣岡俊光（北海道文化放送アナウンサー）
  - 第6中継所：松永安奈

### 中継出演者（2019年）
括弧書きが無い場合はいずれも福島テレビアナウンサー
- 放送センター
  - 解説：増田明美（スポーツジャーナリスト・ロサンゼルス五輪代表）
  - 特別ゲスト：渋井陽子（三井住友海上女子陸上競技部プレーイングアドバイザー・北京五輪代表）
  - 実況：坂井有生
- 第1放送車
  - 解説：吉川美香（パナソニック女子陸上競技部コーチ・ロンドン五輪代表）
  - 実況：谷岡慎一（フジテレビアナウンサー）
- 第2放送車
  - 解説：弘山晴美（エボーリュ代表・アトランタ・シドニー・アテネ五輪代表）
  - 実況：酒主義久（フジテレビアナウンサー）
- バイク
  - 中村剛大（北海道文化放送アナウンサー）
- 信夫ヶ丘競技場
  - 実況：金澤聡（仙台放送アナウンサー）
  - 優勝インタビュー：長谷川朋加
  - ニュース内中継：不明
- 中継所
  - 第1中継所：伊藤亮太
  - 第2・第8中継所：鈴木敏弘（テレビ静岡アナウンサー）
  - 第3・第7中継所：日野佑希人
  - 第4中継所：竹島知郁（秋田テレビアナウンサー）
  - 第5中継所：下山由城（仙台放送アナウンサー）
  - 第6中継所：福本義久（北海道文化放送アナウンサー）

### 中継出演者（2021年）
括弧書きが無い場合はいずれも福島テレビアナウンサー
- 放送センター
  - 解説：増田明美（スポーツジャーナリスト・ロサンゼルス五輪代表）
  - 特別ゲスト：福士加代子（ワコール女子陸上競技部・リオ五輪代表）
  - 実況：坂井有生
- 第1放送車
  - 解説：弘山晴美（エボーリュ代表・アトランタ・シドニー・アテネ五輪代表）
  - 実況：森昭一郎（フジテレビアナウンサー）
- 第2放送車
  - 実況：豊嶋啓亮
- バイクリポート
  - 吉川美香（パナソニック女子陸上競技部コーチ・ロンドン五輪代表）
- 信夫ヶ丘競技場
  - 実況：金澤聡（仙台放送アナウンサー）
  - 優勝インタビュー+ニュース内中継：菅家ひかる
- 中継所
  - 第1中継所：伊藤亮太
  - 第2・第8中継所：牧広大（仙台放送アナウンサー）
  - 第3・第7中継所：竹島知郁（秋田テレビアナウンサー）
  - 第4中継所：矢崎佑太郎
  - 第5中継所：日野佑希人

### 中継出演者（2022年）
括弧書きが無い場合はいずれも福島テレビアナウンサー
- 放送センター
  - 解説：増田明美（スポーツジャーナリスト・ロサンゼルス五輪代表）
  - 実況：豊嶋啓亮
- 第1放送車
  - 解説：弘山晴美（エボーリュ代表・アトランタ・シドニー・アテネ五輪代表）
  - 実況：森昭一郎（フジテレビアナウンサー）
- 第2放送車
  - 実況：中村剛大（北海道文化放送アナウンサー）
- バイクリポート
  - 吉川美香（パナソニック女子陸上競技部コーチ・ロンドン五輪代表）
- 信夫ヶ丘競技場
  - 優勝インタビュー：我如古梨乃
  - ニュース内中継：幡谷明里
- 中継所
  - 第1・第6中継所：下山由城（仙台放送アナウンサー）
  - 第2・第8中継所：松下翔太郎（テレビ静岡アナウンサー）
  - 第3・第7中継所：竹島知郁（秋田テレビアナウンサー）
  - 第4中継所：矢崎佑太郎
  - 第5中継所：日野佑希人

### 中継出演者（2023年）
括弧書きが無い場合はいずれも福島テレビアナウンサー
- 放送センター
  - 解説：増田明美（スポーツジャーナリスト・ロサンゼルス五輪代表）
  - 実況：豊嶋啓亮
- 第1放送車
  - 解説：弘山晴美（エボーリュ代表・アトランタ・シドニー・アテネ五輪代表）
  - 実況：酒主義久（フジテレビアナウンサー）
- 第2放送車
  - 実況：中村剛大（北海道文化放送アナウンサー）
- バイクリポート
  - 吉川美香（パナソニック女子陸上競技部コーチ・ロンドン五輪代表）
- 信夫ヶ丘競技場
  - 優勝インタビュー：我如古梨乃
  - ニュース内中継：松山理穂
- 中継所
  - 第1・第4・第6中継所：下山由城（仙台放送アナウンサー）
  - 第2・第8中継所：福本義久（北海道文化放送アナウンサー）
  - 第3・第7中継所：矢崎佑太郎
  - 第5中継所：日野佑希人

### 中継出演者（2024年）
括弧書きが無い場合はいずれも福島テレビアナウンサー
- 放送センター
  - 解説：増田明美（スポーツジャーナリスト・ロサンゼルス五輪代表）
  - 実況：豊嶋啓亮
- 第1放送車
  - 解説：弘山晴美（エボーリュ代表・アトランタ・シドニー・アテネ五輪代表）
  - 実況：上中勇樹（フジテレビアナウンサー）
- 第2放送車
  - 実況：中村剛大（北海道文化放送アナウンサー）
- バイクリポート
  - 吉川美香（パナソニック女子陸上競技部コーチ・ロンドン五輪代表）
- 信夫ヶ丘競技場
  - 優勝インタビュー：熊谷七海
  - ニュース内中継：松山理穂
- 中継所
  - 第1・第4・第6中継所：下山由城（仙台放送アナウンサー）
  - 第2・第8中継所：矢崎佑太郎
  - 第3・第7中継所：藏本智大
  - 第5中継所：日野佑希人

## 関連大会
- FUKUIスーパーレディス駅伝（同日に福井テレビジョン放送の主催で福井市で開催、2017年で大会終了）